# Straßenablauf

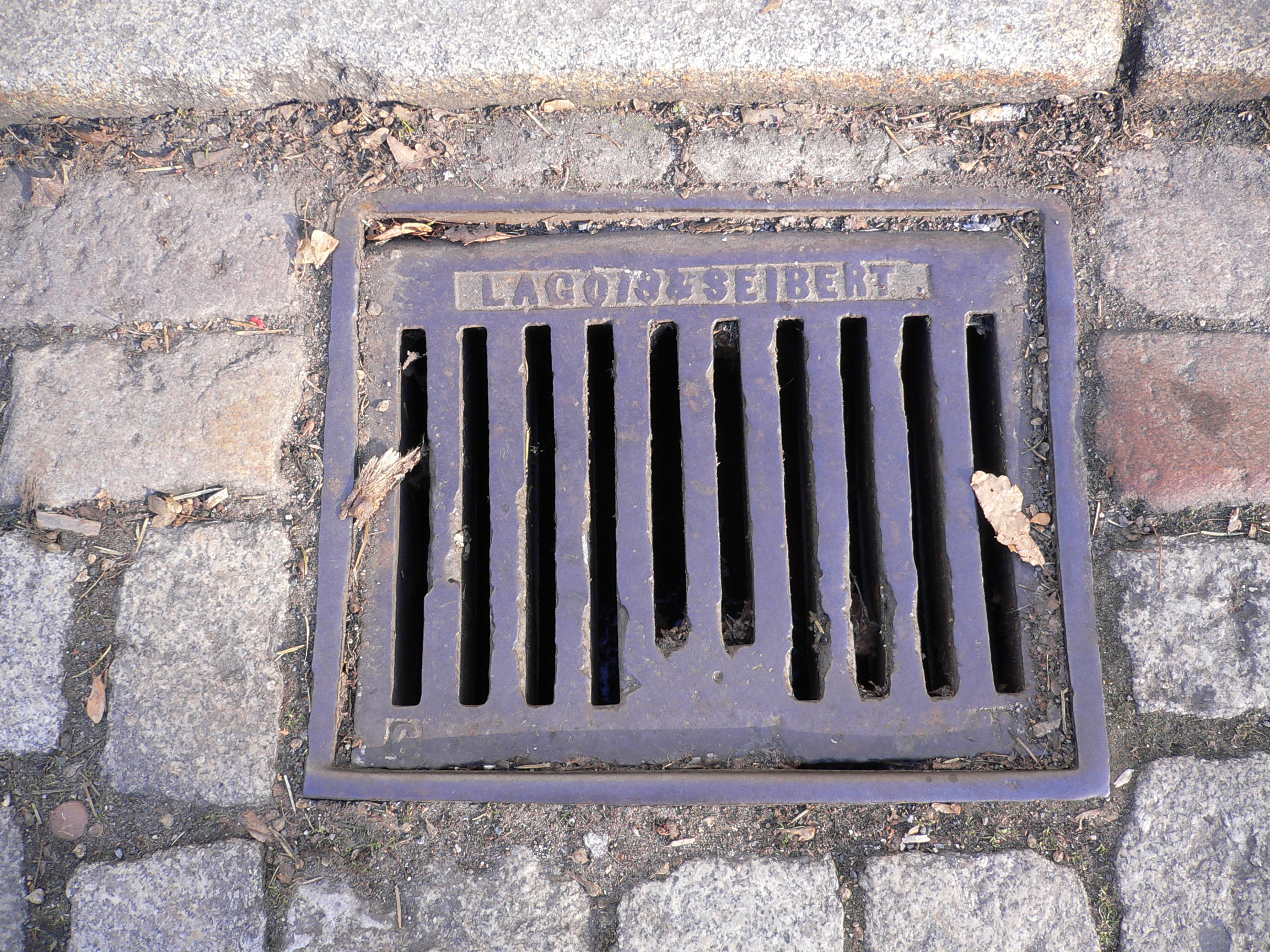
Horizontales Ablaufgitter mit Rahmen von Lagois & Seibert

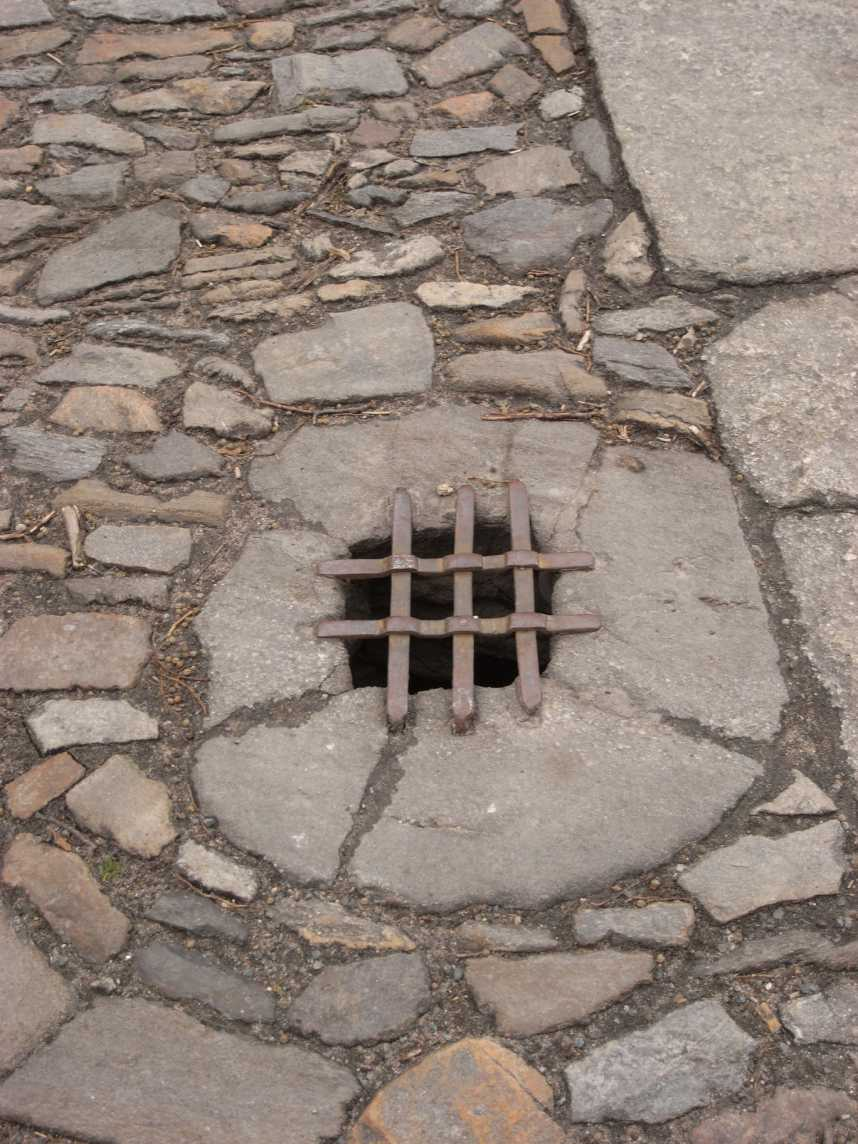
Altes Straßenablaufgitter in historischer Pflasterung in Kutná Hora, Tschechien

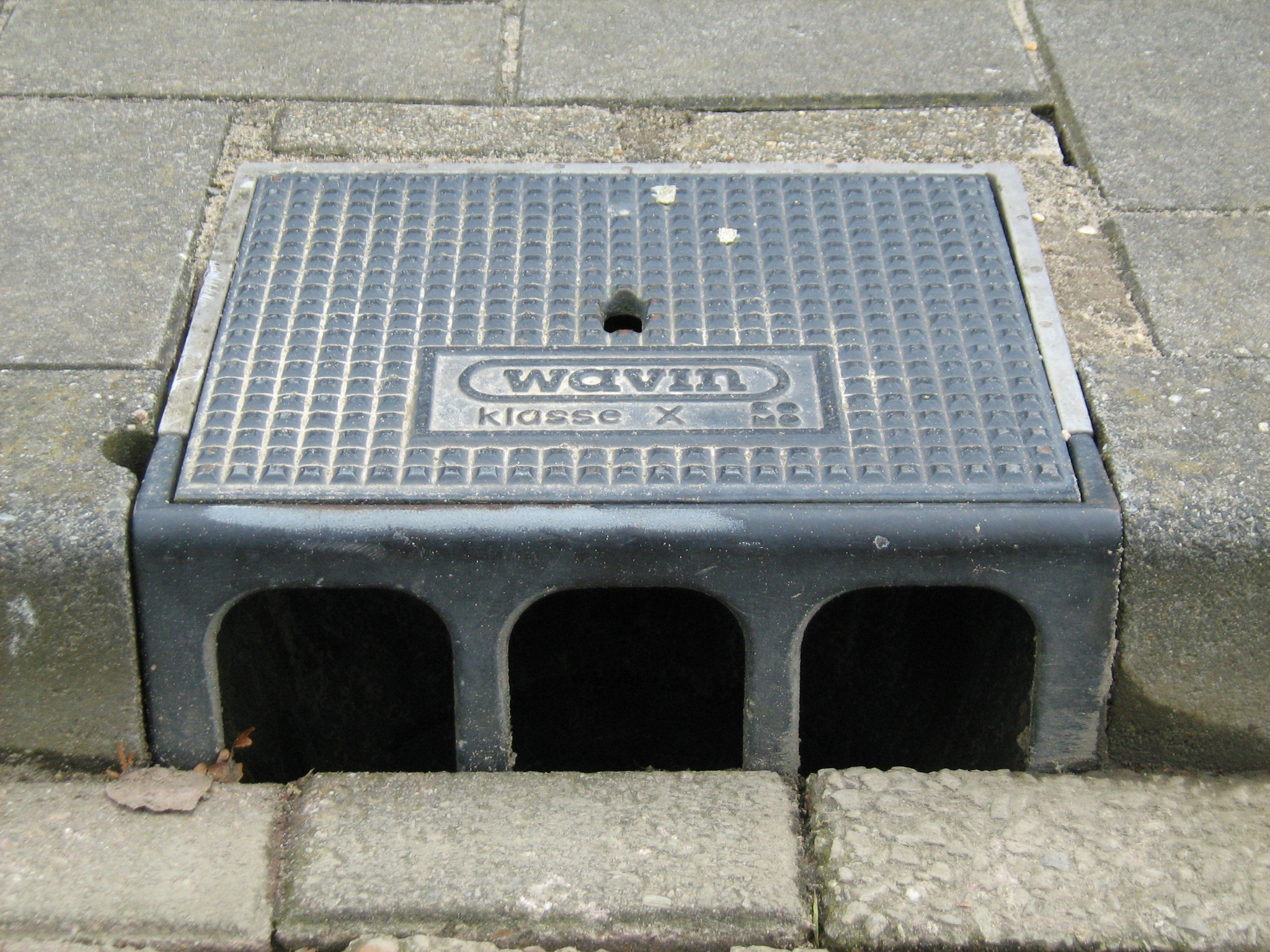
Vertikales Ablaufgitter im Bordstein

Ein Straßenablauf, auch Einlaufgitter, Gully, Sinkkasten oder Schleuse, schweizerdeutsch/schwäbisch Dole, schweizerdeutsch auch Senkloch oder Gullot (von französisch goulot „Engpass/Engstelle“) und in Hamburg Trumme genannt, ist ein Bauteil zur Straßenentwässerung. Es dient der Aufnahme von Oberflächenwasser auf befestigten Flächen und leitet dieses durch einen unterirdischen Abwasserkanal ab.

## Begriffsabgrenzung
Der Straßenablauf besitzt eine Reihe von Bezeichnungen, die zudem regional unterschiedlich ausfallen können. Neben der Benennung Gulli oder Gully wird auch der Name Regenwassereinlauf, Sink- oder Senkkasten gebraucht. In der Schweiz sind die Begriffe Dole oder Ole gebräuchlich. Seltener wird auch der Begriff Bodeneinlauf oder aufgrund seines Aussehens Kanalgitter verwendet.
Der Begriff Gully wird umgangssprachlich sowohl als Sammelbegriff für Straßenabläufe und Kanalschächte als auch für deren Abdeckungen, wie Ablaufgitter und Kanaldeckel verwendet. Kanalschächte zu Wartungszwecken, die weit genug sind, dass sich ein Mensch an einer Steigleiter hinablassen kann, werden als Mannloch bezeichnet. 
Das Wort Gully (Plural die Gullys) stammt aus dem Englischen (gully = Wasserrinne, enge Schlucht; englischer Plural gullies).

## Aufbau

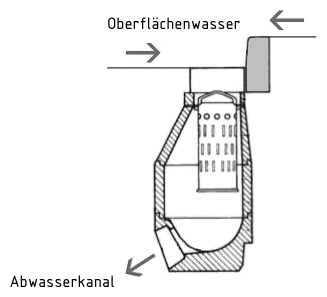
Schnitt durch einen Straßenablauf

Ein Straßenablauf besteht aus einem häufig gitterförmigen Oberteil, dem Gullydeckel oder Senkkastendeckel (nicht zu verwechseln mit dem Kanaldeckel) aus Gusseisen, der ebenfalls in einem gusseisernen Rahmen eingesetzt ist. Deckel und Rahmen bezeichnet man im Straßenbau als Aufsatz. Diese Bauteile gibt es in verschiedenen Größen und Formen (Mulden-, Pult-, Rinnen- und Sonderbauformen). Des Weiteren gibt es diese Aufsätze in unterschiedlichen Belastungsklassen, je nach Beanspruchung der angrenzenden befestigten Fläche. Anforderungen an diese Aufsätze werden in EN 124 (und in Deutschland in der DIN 1229) geregelt. Unterhalb des Aufsatzes befindet sich der Ablaufschacht, der aus Betonfertigteilen aufgebaut sein kann. Der Betonschacht besteht aus einem Auflagering für den Gussrahmen, einem Schaft und einem Bodenstück mit einem Rohranschluss zur Kanalisation oder (seltener) zur Regenwasserversickerung. Optional kann ein Grobschmutzeinsatz (Schlammfangeimer) aus verzinktem Stahlblech und ein Betonfertigteil als Geruchsverschluss eingebaut werden. Alternativ kann der Regenwassereinlauf so gebaut sein, dass der Schacht unterhalb der Ablauföffnung zur Kanalisation noch 30 bis 120 Zentimeter tiefer reicht und mit einem Auffangbecken (Sumpf) abschließt. Dieses Becken dient als Schmutzfänger, dessen Aufgabe der Schlammfangeimer übernimmt.
Inzwischen gibt es Straßenablaufkörper aus Kunststoff. 
Gitterroste werden mit quer zur Fahrbahn verlaufenden Streben eingebaut, damit schmale Reifen von Zweirädern nicht in den Zwischenräumen verklemmen.
Alternativ zur punktförmigen Entwässerung durch einzelne Straßenabläufe werden auch durchlaufende Entwässerungsrinnen als Linienentwässerung eingesetzt, insbesondere im Gebirge und dort, wo öfter mit dem Auftreten von Starkregen zu rechnen ist.
Falls nach einem Unfall mit einer Kontamination der Kanalisation durch auslaufende Flüssigkeiten zu rechnen ist, können Straßenabläufe mit aufblasbaren Sinkkastenschnellverschlüssen abgedichtet werden.

## Reinigung

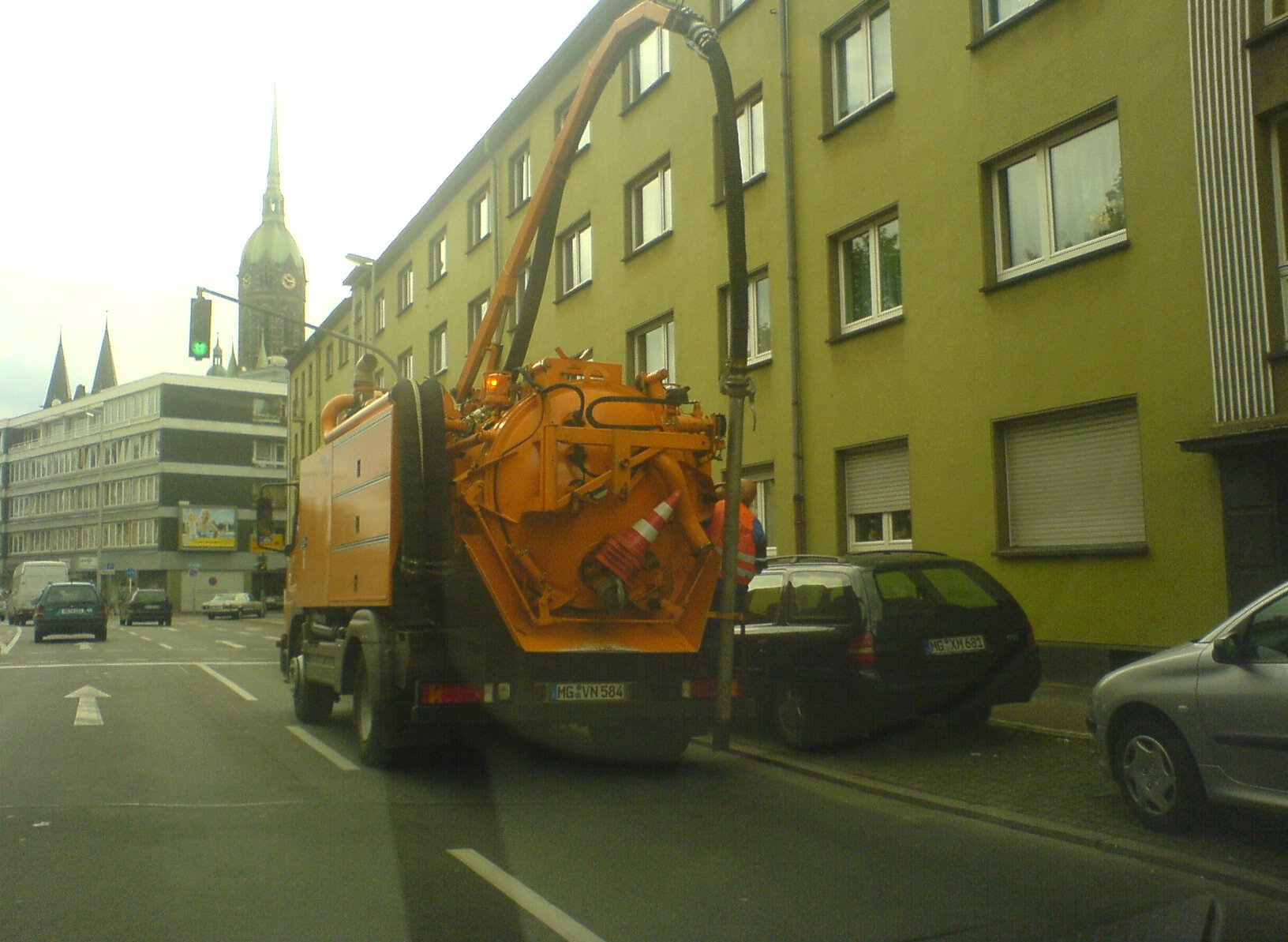
Schlammsaugwagen in Mönchengladbach

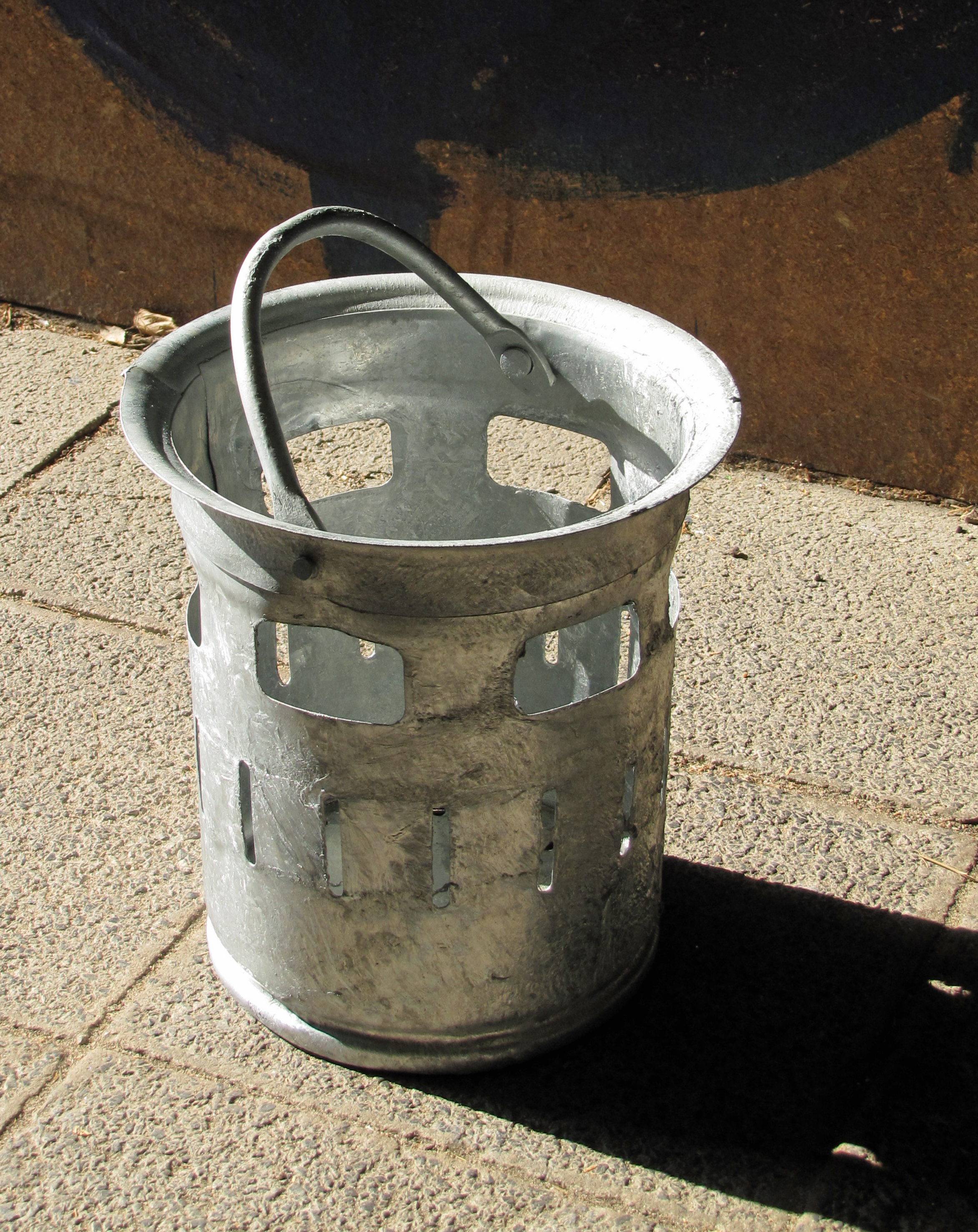
Schlammeimer aus feuerverzinktem Stahl

Der Schlammfangeimer muss regelmäßig von dem sich darin sammelnden Unrat gereinigt werden. Gusseiserne Senkkastendeckel aus dem Rahmen zu lösen und abzuheben und den beladenen Schlammfangeimer auszuheben und zu leeren ist schwere körperliche Arbeit. Zur Erleichterung werden vermehrt Anbaugeräte für Unimogs, Multicars oder Bokimobile eingesetzt, die den Senkkastendeckel über einen Hydraulikzylinder anheben und zur Seite schwenken. Der Schlammfangeimer wird eingehakt und hydraulisch angehoben, um ihn über der Ladefläche des Fahrzeugs auszuleeren.
Bei der Bauweise mit Sammelbecken werden die Schächte mit einem Saugfahrzeug gereinigt, der mit Sammeltank, Pumpanlage und einem Schwenkarm für Saugschlauch und -rohr ausgerüstet ist. Nach dem Abheben des Rosts werden Schmutz, Sand und stehendes Wasser aus dem Schacht in den Sammeltank gesaugt.

## Normen und Standards
- Richtlinien für die Entwässerung von Straßen (REwS)
- DIN 4052 – Betonteile und Eimer für Straßenabläufe